# Château de la Napoule
Le château de La Napoule est une demeure édifié au XIVe siècle par les comtes de Villeneuve sur la route du bord de mer, et remaniée aux XIXe et XXe siècles, qui se dresse sur le territoire de la commune française de Mandelieu-la-Napoule, dans le département des Alpes-Maritimes, en région Provence-Alpes-Côte d'Azur. L'édifice est inscrit au titre des monuments historiques.

## Localisation
Le château est situé au bord de la mer, face à l'entré du port de Mandelieu-la-Napoule, dans le département français des Alpes-Maritimes.

## Historique

### Ducastrumà la seigneurie et au château de La Napoule
Le château a subi au cours des siècles de nombreuses transformations, étant même transformé en verrerie au XIXe siècle.
La première mention du castrum (dans le sens juridique) lié à un domaine foncier apparaît au IXe siècle. Il est alors désigné sous le nom d'Avignonet (ou Avinionet) . Il dépend de l'autorité des évêques de Fréjus et des princes-évêques d'Antibes.
Dans la liste des donations initiales, l'abbaye Saint-Victor de Marseille possède l'église Saint-Martin avec une partie du territoire. L'abbaye de Lérins en possède une autre. Dans une charte rédigée vers 1030 apparaît une église Sainte-Marie fondée par Lambertus Barbera, seigneur de Vence, près du castrum. Cette église devient un des prieurés de l'abbaye Saint-Victor, en 1043. Cette donation est confirmée en 1079. Puis, en 1089, le Cartulaire de Lérins indique que ce prieuré est devenu la propriété de l'abbaye de Lérins.
Entre 1130 et 1134, des cessions de propriétés sont faites par des laïcs au profit de l'évêque d'Antibes qui détient alors la plus grande part du castrum d'Avignonet, mais aussi à Mandelieu et à Epulia. C'est la première mention de La Napoule. Le nom de La Napoule apparaît pour la première fois en 1134 dans un acte de donation d'un laïc à l'évêque d'Antibes.
En 1181, la chapelle du château est citée sous le nom d'église Saint-Pierre. On ne sait pas à quelle date, au XIIe siècle est construit le château sur le mont San-Peyre. Elle est alors cédée par l'évêque de Fréjus au chapitre de Maguelone qui y possède aussi les droits qui appartenaient aux comtes de Provence.
En 1224, l'église Saint-Pierre est rétrocédée à l'abbaye de Lérins qui possède alors toutes les églises du territoire d'Avignonet avec des droits féodaux difficiles à préciser sur le castrum et le château.
En 1244 le siège de l'évêché d'Antibes est transféré à Grasse. Les droits que l'évêque possédait sur le castrum sont transmis au chapitre de la cathédrale.

### Inféodation à la famille de Villeneuve-Tourrettes
En 1284, l'abbaye de Lérins inféode sa part du castrum à un seigneur laïc des environs, Raymond de Fayence, qui appartient à la famille des Villeneuve-Tourettes. Cette famille va posséder la seigneurie de La Napoule jusqu'au XVIIe siècle. Progressivement le nom d'Avignonet va être remplacé dans les actes par celui de La Napoule. Le chapitre de la cathédrale de Grasse va par la suite essayer de grignoter les droits seigneuriaux de l'abbaye de Lérins possédés par la famille de Villeneuve-Tourettes sur La Napoule. Le château de La Napoule, castri de Napola, est cité dans un acte de 1303. Albert de Villeneuve-Tourettes possède une partie de la seigneurie.
En 1387, Raimond de Turenne, entré en guerre contre les comtes de Provence, prend et détruit le château du mont San-Peyre.
Par lettres-patentes données le 17 juillet 1387, Marie de Blois, comtesse de Provence, tutrice de Louis II d'Anjou, fait donation de Tourettes, Mons, La Napoule et Esclapon, avec privilèges, droits de justice à Guillaume de Villeneuve qui lui rend hommage, foi et obéissance.
Un récit datant de l'Ancien Régime et repris par les historiens fait de Guillaume de Villeneuve-Tourettes, marié à Agnès de Castellane, le constructeur, ex nihilo, du nouveau château de La Napoule. Le prieuré Sainte-Marie est alors reconstruit dans le même lieu par l'abbaye de Lérins.

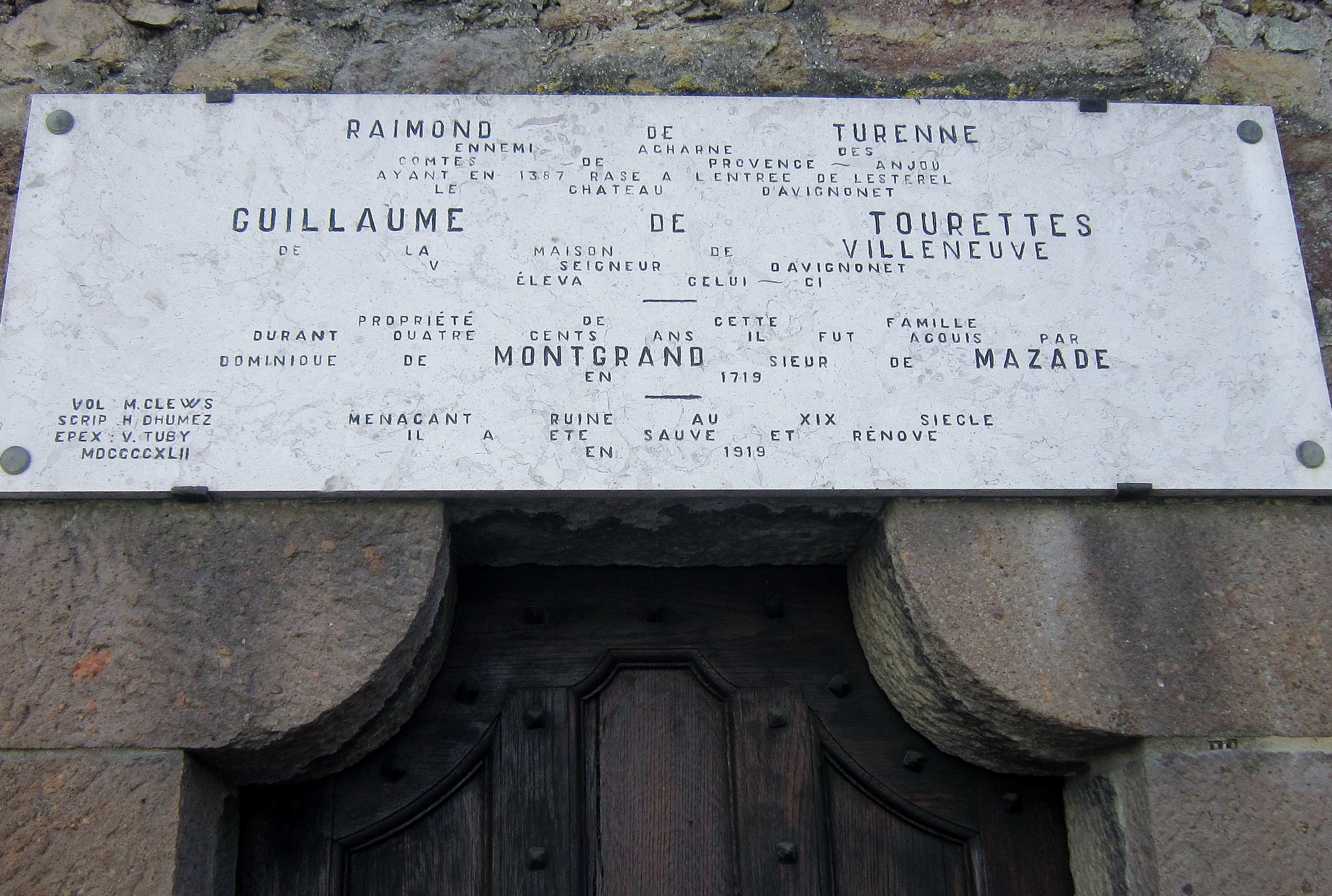
Panneau d'information apposé sur l'un des murs du château de La Napoule.

La propriété du château est partagée entre la famille de Villeneuve-Tourettes et le chapitre de Grasse comme le confirme une bulle de l'anti-pape Jean XXIII qui autorise le chapitre à prélever 2 000 Ducats pour réparer le palais épiscopal et la castrum de Napole. Par un acte du 9 avril 1415, Étienne de Constantia, viguier et capitaine de Grasse, autorise la construction d'une tour et murailles à La Napoule.
En 1438, René d'Anjou décharge le chapitre de Grasse de la garde de la tour de La Napoule et la confie à Bernard de Villeneuve-Tourettes et aux habitants de Cannes. Par une sentence du 25 avril 1450, le sénéchal de Provence répartit les droits sur le fief à un tiers pour les Villeneuve et deux tiers au chapitre de Grasse. Le roi René confirme la donation faite par Marie de Blois aux Villeneuve-Tourettes, en 1442, à Bernard de Villeneuve-Tourettes, en 1453, à Antoine de Villeneuve-Tourettes, son cousin et héritier.
Le roi René aurait demandé de démolir le village de La Napoule qui servait de retraite aux pirates de terre et de mer. Cela explique pourquoi Antoine de Villeneuve-Tourettes fait venir des habitants de la vallée d'Oneille, en 1459, pour former une ville neuve dans le cadre d'une transaction de type paréage avec le chapitre de Grasse. Une charte de franchise est accordée le 20 mai 1461 par Antoine de Villeneuve-Tourettes aux habitants. Elle précise qu'il s'engage à faire le guet de jour comme de nuit sur les tours du château et que les habitants doivent faire de même pour les portes de la ville. Les défenses du château sont alors améliorées pour lutter contre les attaques pouvant venir de la mer. C'est ce qui dit par Andronic de Villeneuve-Tourettes ans les actes d'un procès qui l'oppose au chapitre de Grasse à partir de 1490.
En 1501, Louis XII confirme à Honoré de Villeneuve-Tourettes, frère et successeur d'Andronic, marié à Blanche Grimaldi de Monaco, la possession de la seigneurie de La Napoule. C'est en 1521 qu'est mentionné pour la première fois l'existence d'un port à La Napoule.
En 1530, le corsaire Kheir-ed-Din, dit Barberousse, attaque et met à sac La Napoule. La ville est alors dépeuplée.
On note en 1580 une épidémie de peste qui frappe la population de La Napoule. En 1589-1590, c'est l'armée savoyarde du duc Charles-Emmanuel de Savoie qui attaque le château appartenant alors à David de Villeneuve-Tourettes (1564-1592), baron de Tourettes seigneur de La Napoule, Esclapon, Mons, Avaye, et autres lieux. Les châteaux de Tourettes et de Mons sont partiellement détruits, le dernier par l'artillerie savoyarde commandée par l'ingénieur Ascanio Vitozzi. La ville de La Napoule ne put se relever de ces deux attaques. Un dessin fait en 1589 par l'architecte et ingénieur Ercole Negro di Sanfront montre le château et la ville avec l'ancien château restauré sur le mont San-Peyre. Mort sans postérité, c'est son frère, Jean III de Villeneuve (1565-1621) qui devient Baron de Tourettes, seigneur d'Esclapon et de La Napoule.
En 1608, Jean III de Villeneuve déclare que la ville se compose de « cinquante petites maisons … et d'autres maisons ruinées et rompues … enceinte de murailles, n'y ayant aux entrées que des huissières sans ports ni estat de défence. » La seigneurie passe à son fils Gaspard de Villeneuve-Tourrettes (1598-1649), comte de Tourettes, puis à Pierre de Villeneuve.
En 1630, le cardinal de Richelieu décide de construire des tours pour assurer la défense des côtes. Une de ces tours est construite à Teule — Théoule — près d'une « espèce de rade fort bonne pour la sûreté des bâtiments ». Théoule fait partie de la seigneurie de La Napoule. Le seigneur de La Napoule y avait fait installer une manufacture de savons dans ce qui avait été une forteresse et qui a fonctionné jusqu'au XVIIIe siècle et dont le bâtiment a été transformé à partir de 1912 par Leland de Langley du château de Théoule.
Une Carte de la terre, seigneurie, golfe et dépendances de La Napoule datant de 1690 fait par Adam Pérelle représente le château et la ville de La Napoule ainsi que la manufacture de savons de Théoule. La carte représente le château cantonné de quatre tours avec la Grande tour côté terre. La ville est dite ruinée ainsi que le château du mont San-Peyre. La carte a été réalisée pour Pierre de Villeneuve (né à Tourrettes en 1639, mort en 1697), marié en 1665 à Marie-Françoise de Bitaud, premier comte de Tourrettes, qui hérite en 1689 d'Antoine de Villeneuve et devient marquis de Trans, seigneur de La Napoule. Ambitieux et dépensier, Pierre de Villeneuve a fait restauré le château.
Les troupes du duc de Savoie, Victor-Amédée II, saccagent le château en 1707 pendant la guerre de Succession d'Espagne. Endetté à la suite des dépenses de son père, Pierre-Jean de Villeneuve (1666-1730), marquis de Trans, comte de Tourettes, doit mettre en vente la seigneurie de La Napoule. Un mémoire rédigé pour cette vente décrit le château :

« … situé sur un rocher au bord de la mer. Il est garni de deux tours antiques très fortes. Il est réparé à neuf avec tous les bâtiments convenables, comme plafonds à l'anse de paniers, cheminées de marbre, carreaux à tomette, bois des portes et fenêtre de chêne, le tout à petit bois … Il est grand, spacieux, capable de loger la famille la plus nombreuse Il est fermé par une grande cour autour de laquelle il y a touts les hangars nécessaires à un grand château et qui est précédée d'une avant-cour à côté de laquelle il y a une église neuve et derrière cette église un petit bois de mûriers plantés en quinconce qui aboutit au village dont les maisons sont bâties de fort bonne pierre et bien couvertes … »

Le mémoire décrit le château du mont San-Peyre en notant que c'est l'ancien château des seigneurs du lieu, et que celui près de la mer servait à défendre le village contre les Maures d'Afrique.

### La famille de Montgrand, seigneur de La Napoule
Dominique de Montgrand (mort le 22 septembre 1728), seigneur de Mazade, achète la seigneurie le 21 mars 1719. En 1728 elle passe à son fils, Jean-Baptiste de Montgrand (mort le 17 octobre 1780), brigadier des armées du roi, commandant général des milices garde-côtes de Provence. En 1746, il ne put empêcher la mise à sac de son château de La Napoule par les armées austro-sardes pendant la guerre de Succession d'Autriche. En 1750, un compte-rendu de visite du chevalier de Montgrand précise que de grands travaux de réparations ont été faits dans le château mais que le village est détruit et qu'il n'y a plus que 150 paroissiens avec un vicaire pour les administrer. Une nouvelle église a été construite.
Joseph Jean-Baptiste de Montgrand, né en 1727 à Marseille, mort le 13 janvier 1789, est le dernier seigneur de La Napoule. Son fils, Jean-Baptiste Jacques Guy Thérèse de Montgrand, mineur au moment de la Révolution, émigre à Vérone où il réside jusqu'en 1800, avant de revenir en France. Les terres ont été vendues comme biens d'émigrés. Pendant la Révolution le château est abandonné et pillé. En 1815, le marquis de Montgrand rachète les terres et se fait restituer le château. Le propriétaire du château autorise, en 1837, l'installation d'une verrerie dans le château. Ce qui restait de la charpente du château va disparaître comme combustible.
La famille de Montgrand va conserver les ruines du château jusqu'en 1876. La nouvelle voie de chemin de fer passe à côté à partir de 1863.

### Nouveaux propriétaires
Le château est vendu en 1876 à M. Charrier, parfumeur à Grasse. À partir de 1878, il fait démolir les ruines et construire à la place une maison de maître sur le front de mer avec, en retour d'équerre, des ailes de servitudes sur les fondations des anciens bâtiments. Les travaux sont achevés en 1880.
Dans les années 1900, le château est mis en location à de riches estivants. M. Béranger qui en a hérité le met en vente pendant la Première Guerre mondiale.

Vues du château de la Napoule
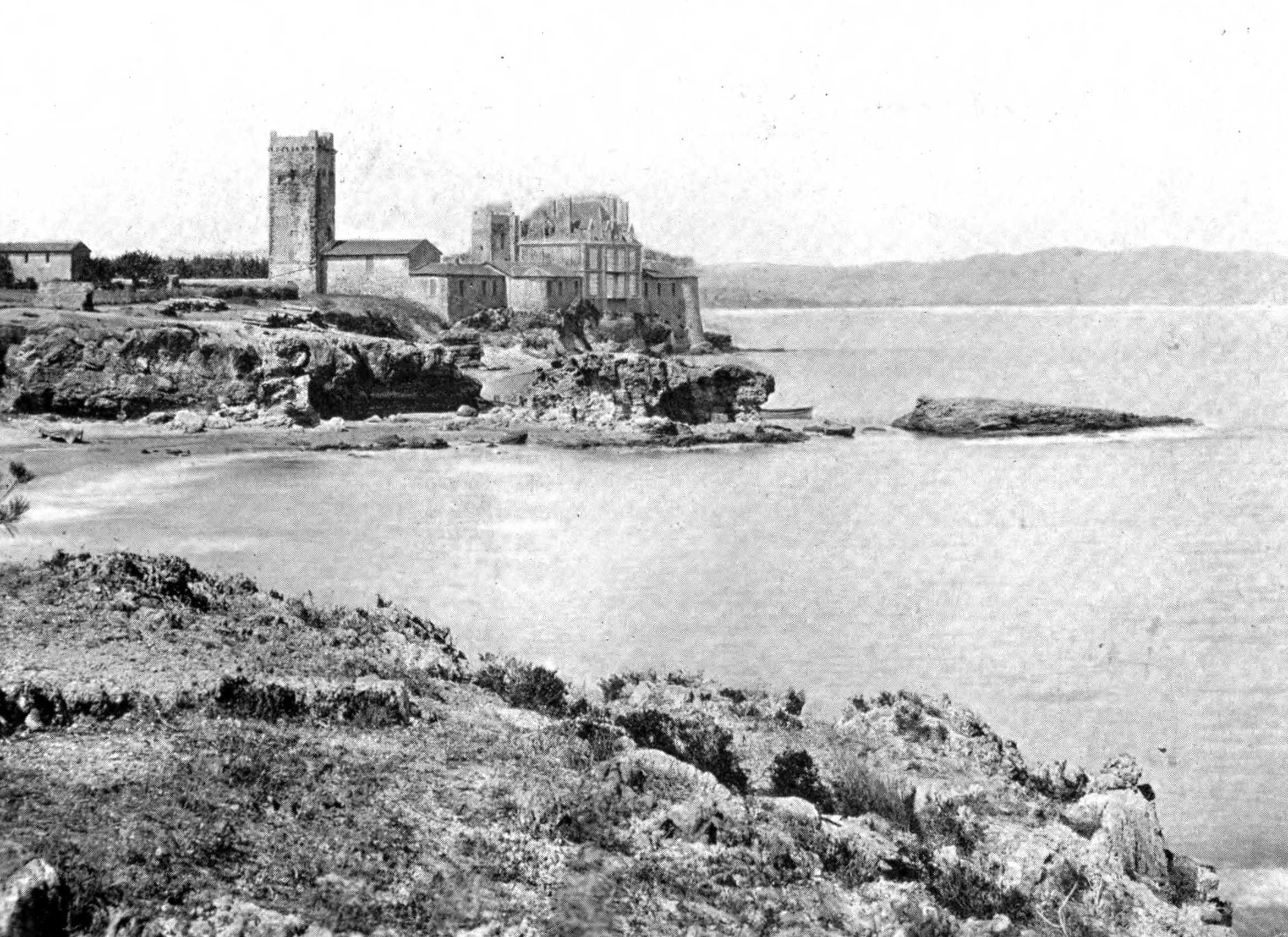
Le château en 1880 avec la maison de maître construite par M. Charrier.
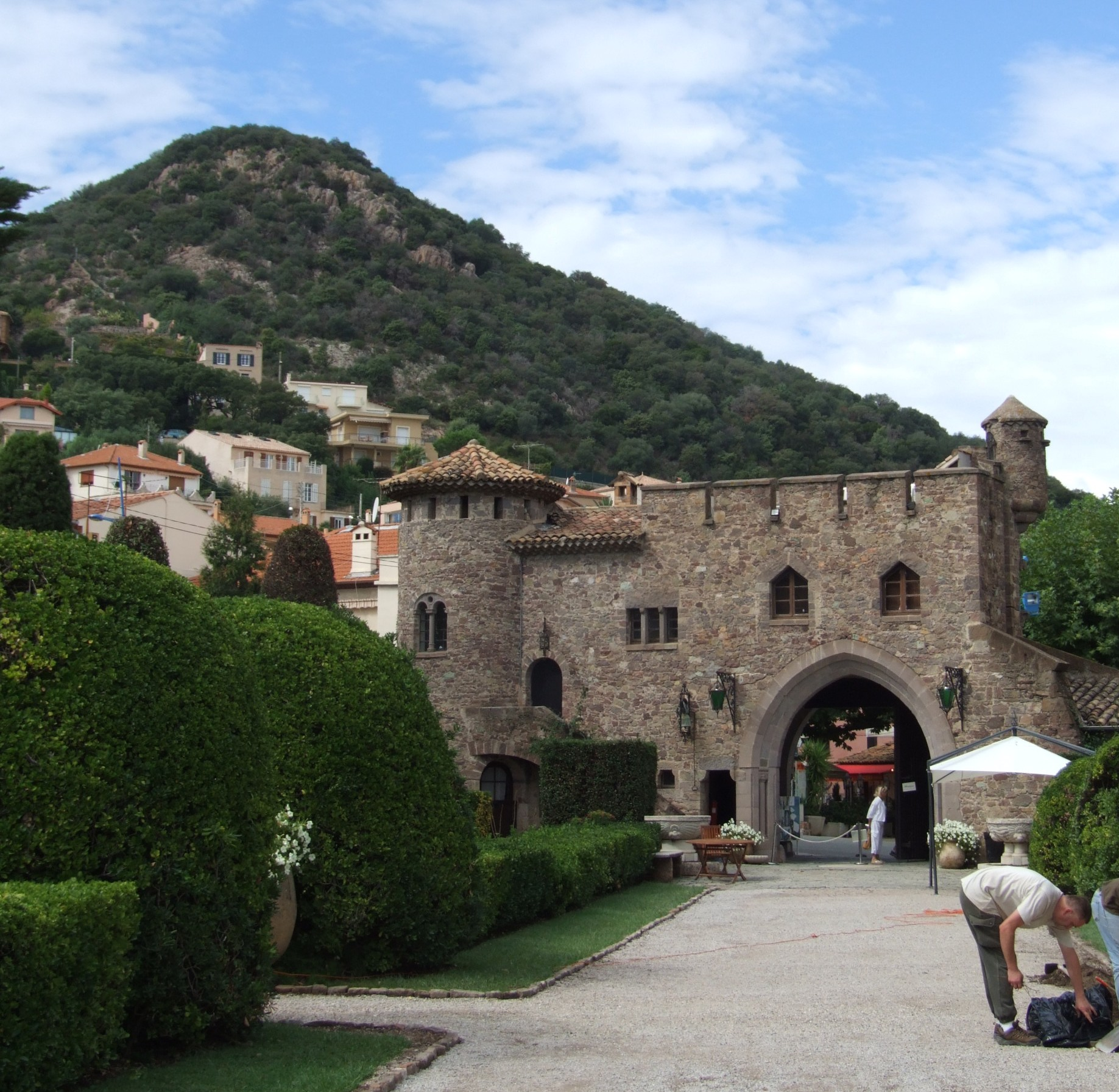
L'entrée du château dominée par le mont San-Peyre.
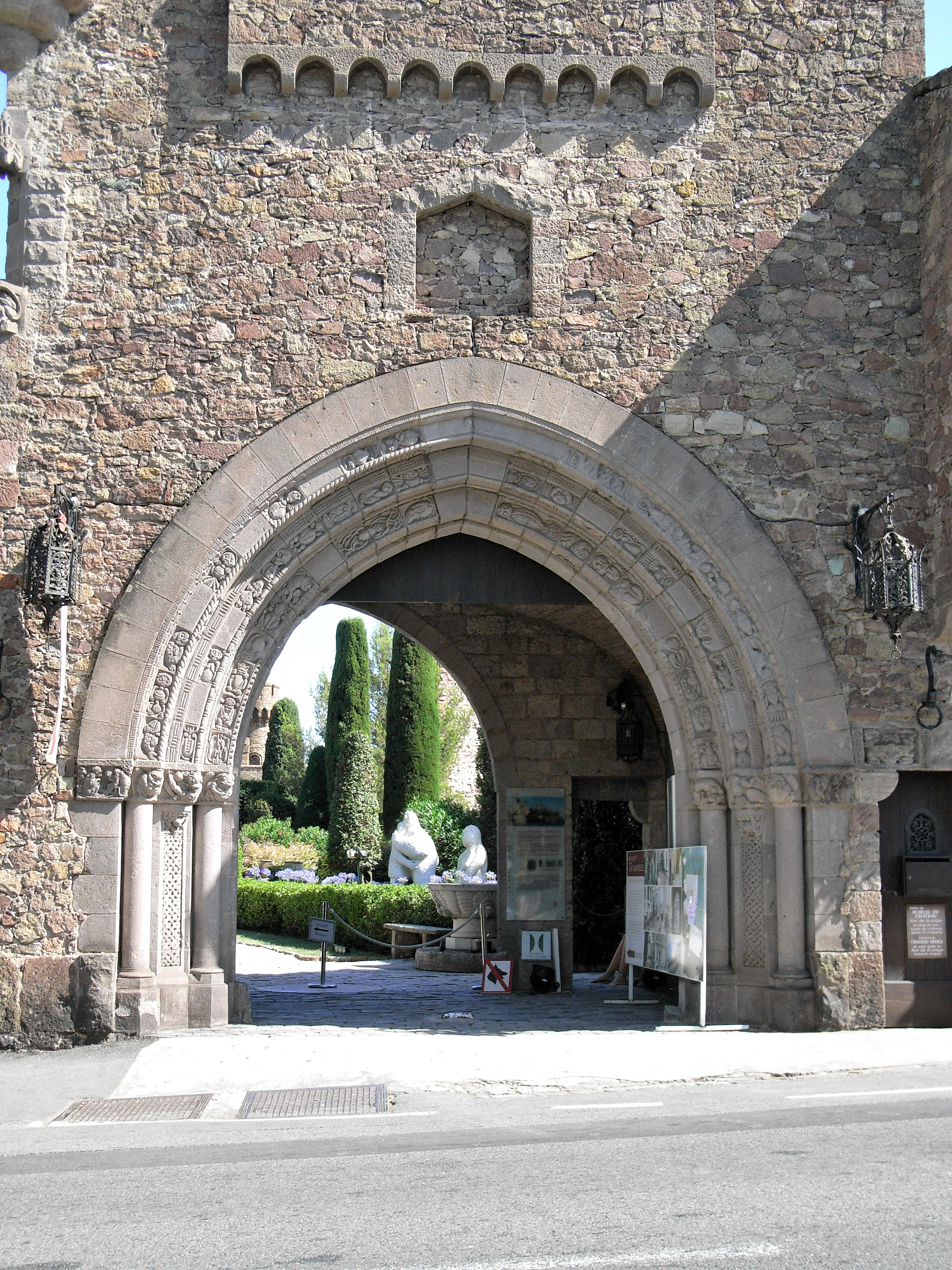
L'entrée des visiteurs.
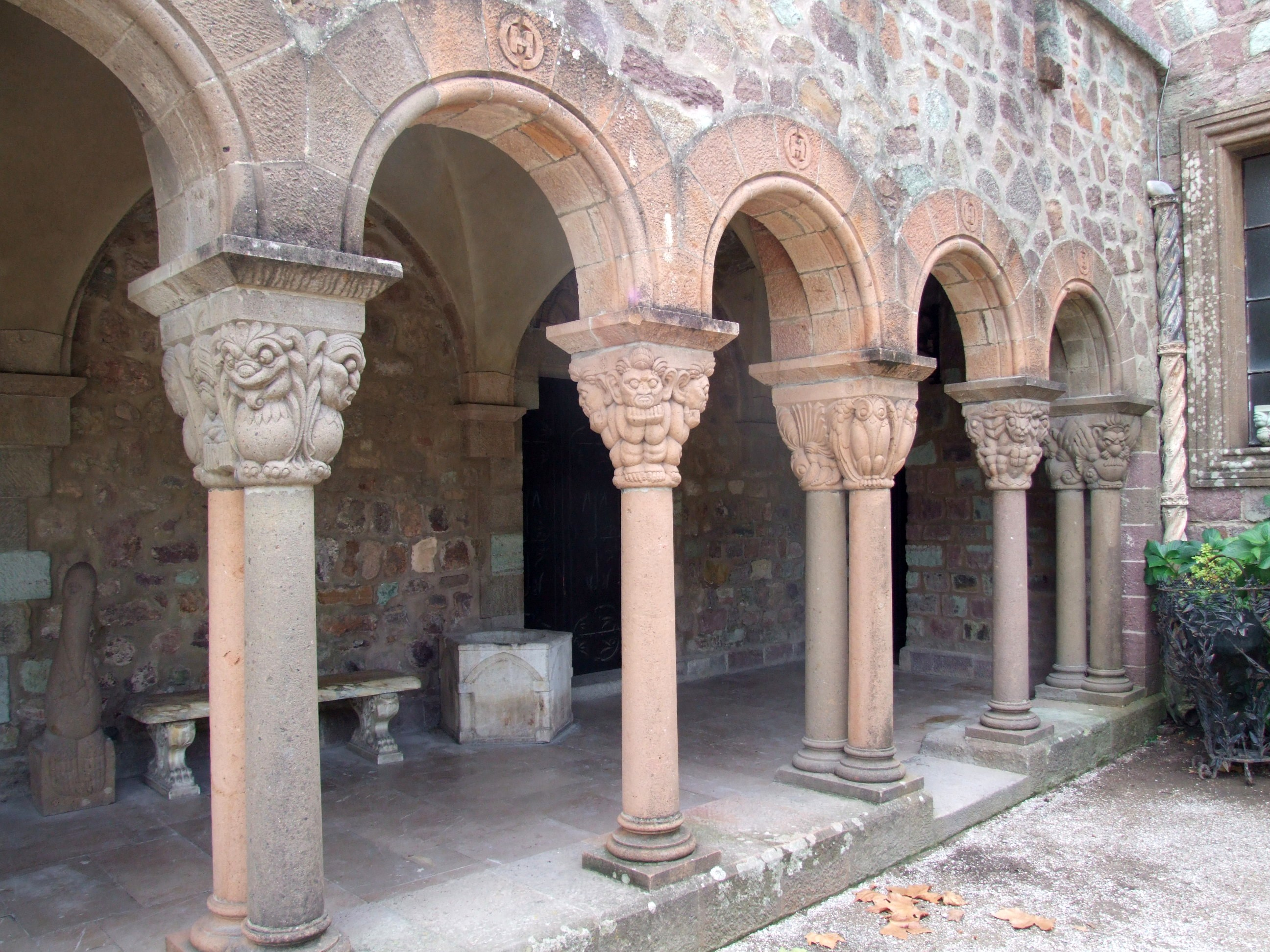
La galerie de cloître contre la grande salle.
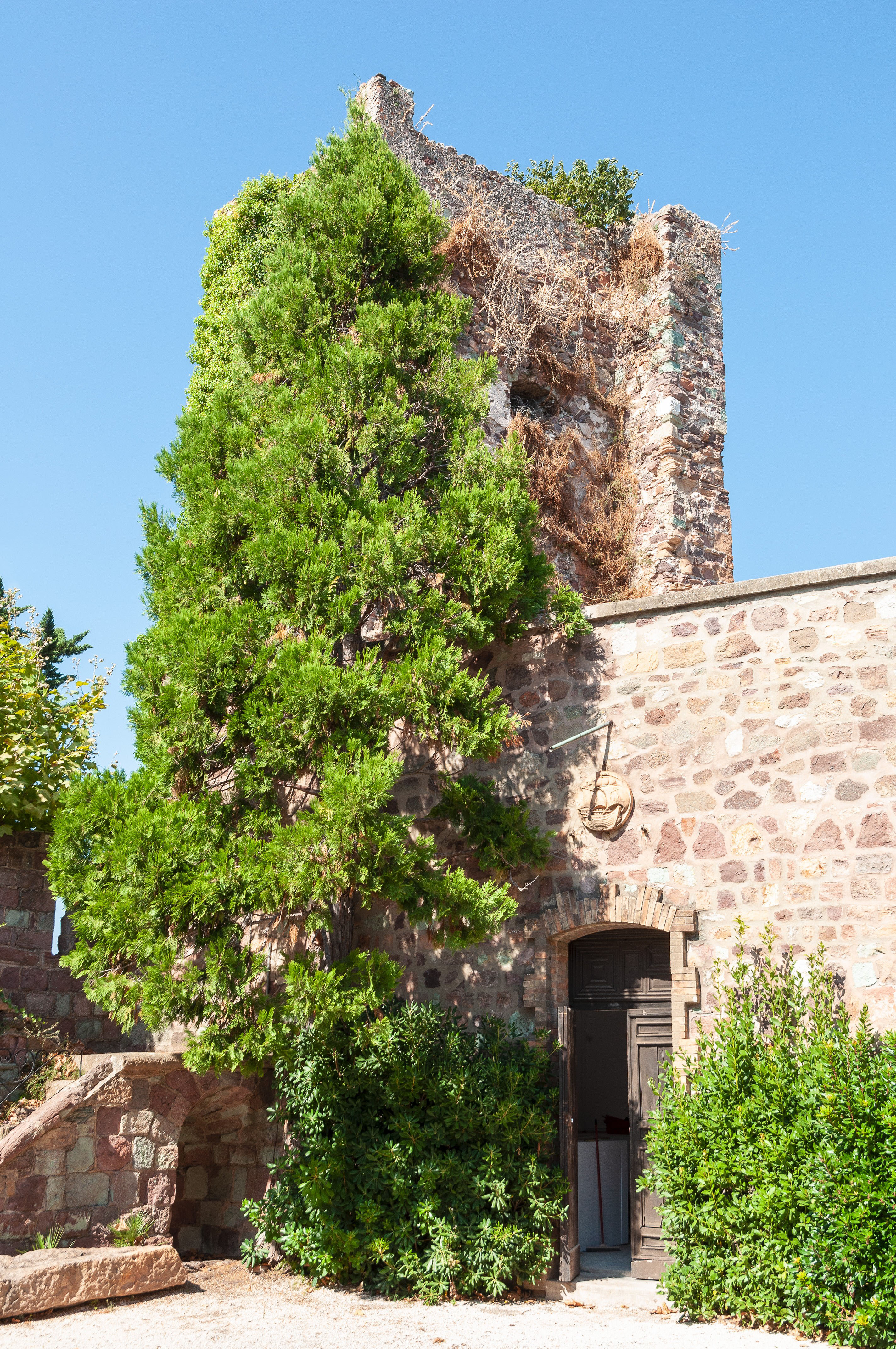
Extérieur.
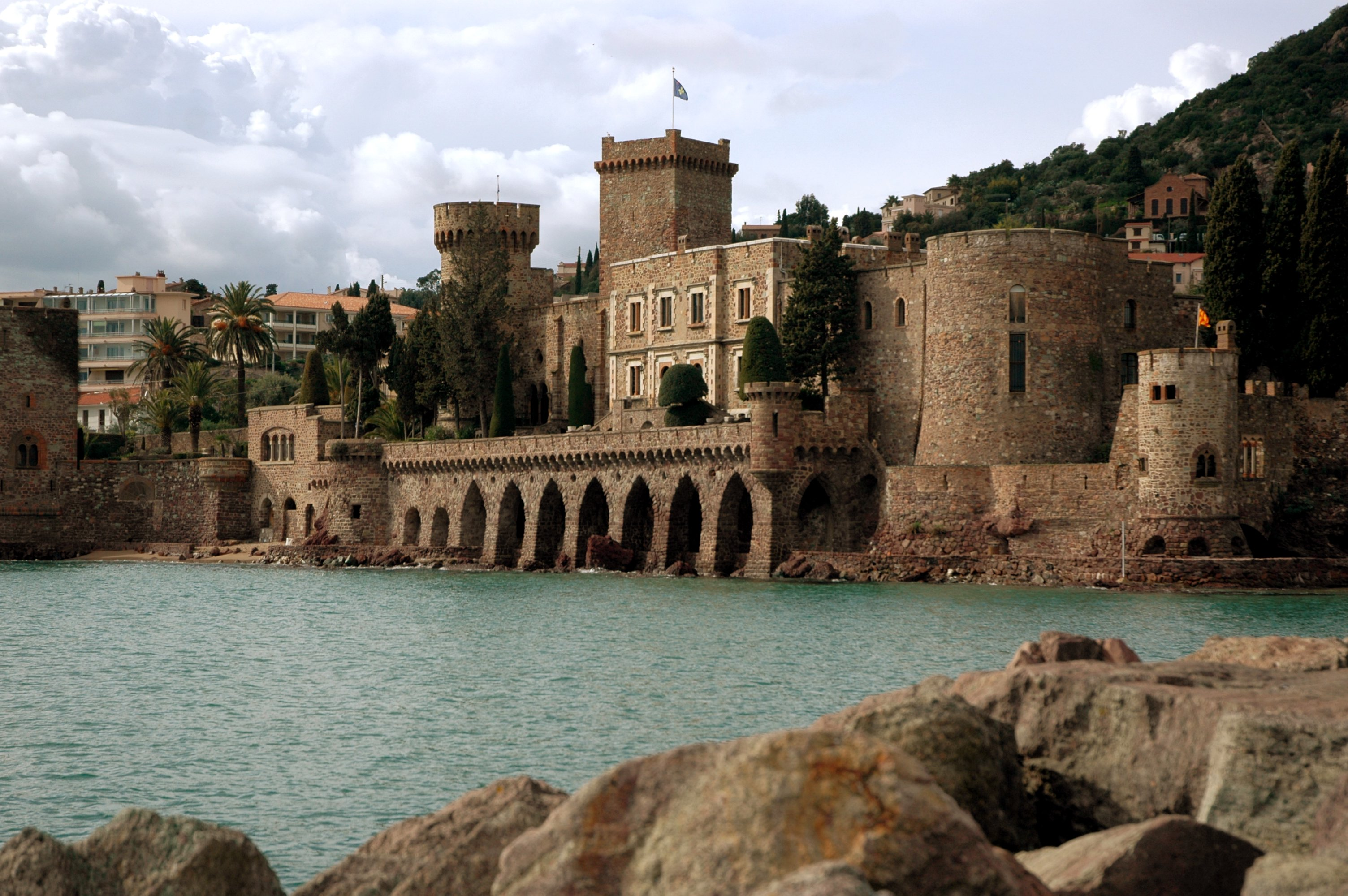
Le château en 2006.
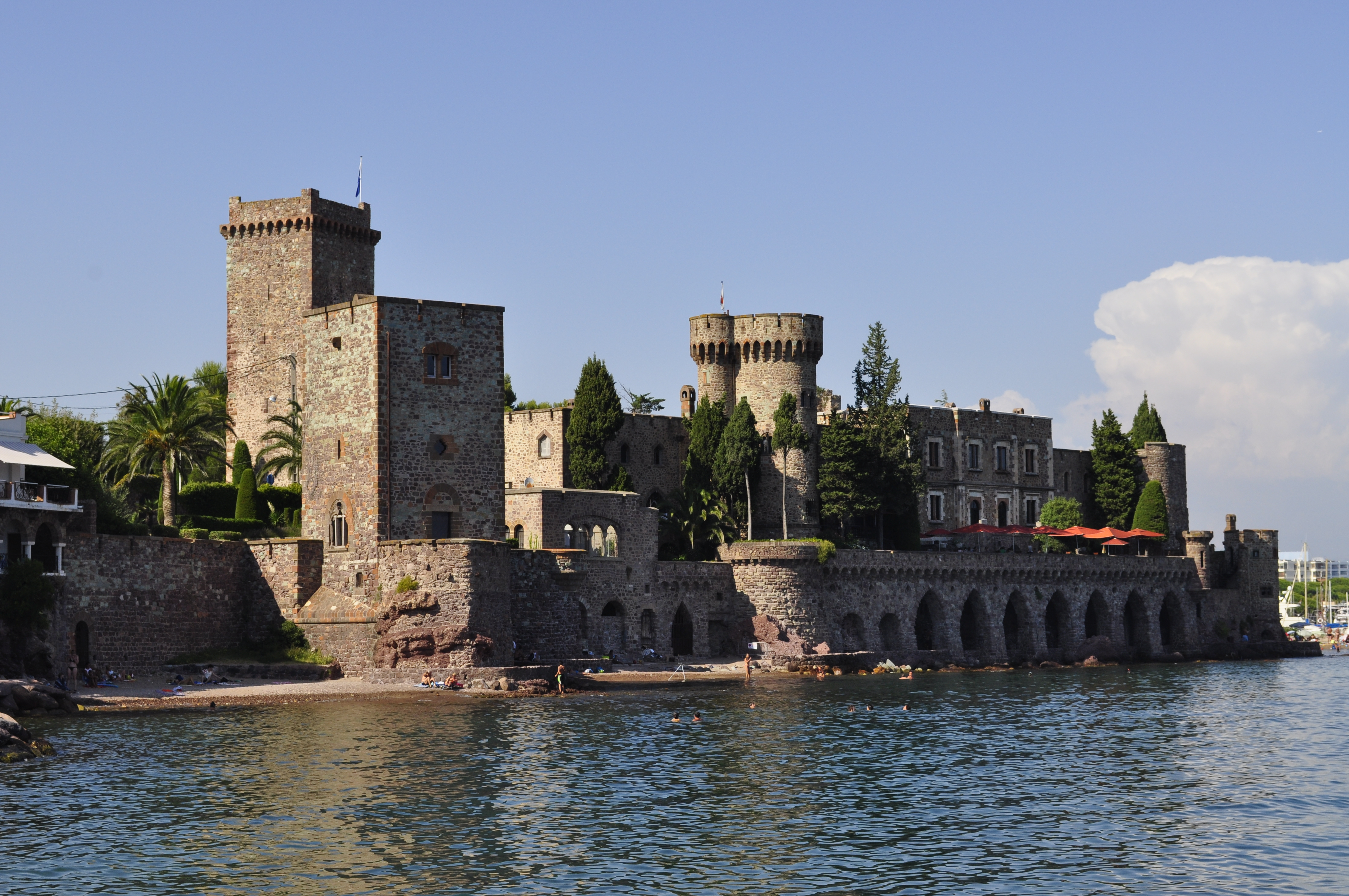
Le château vu de la Raguette en 2011.
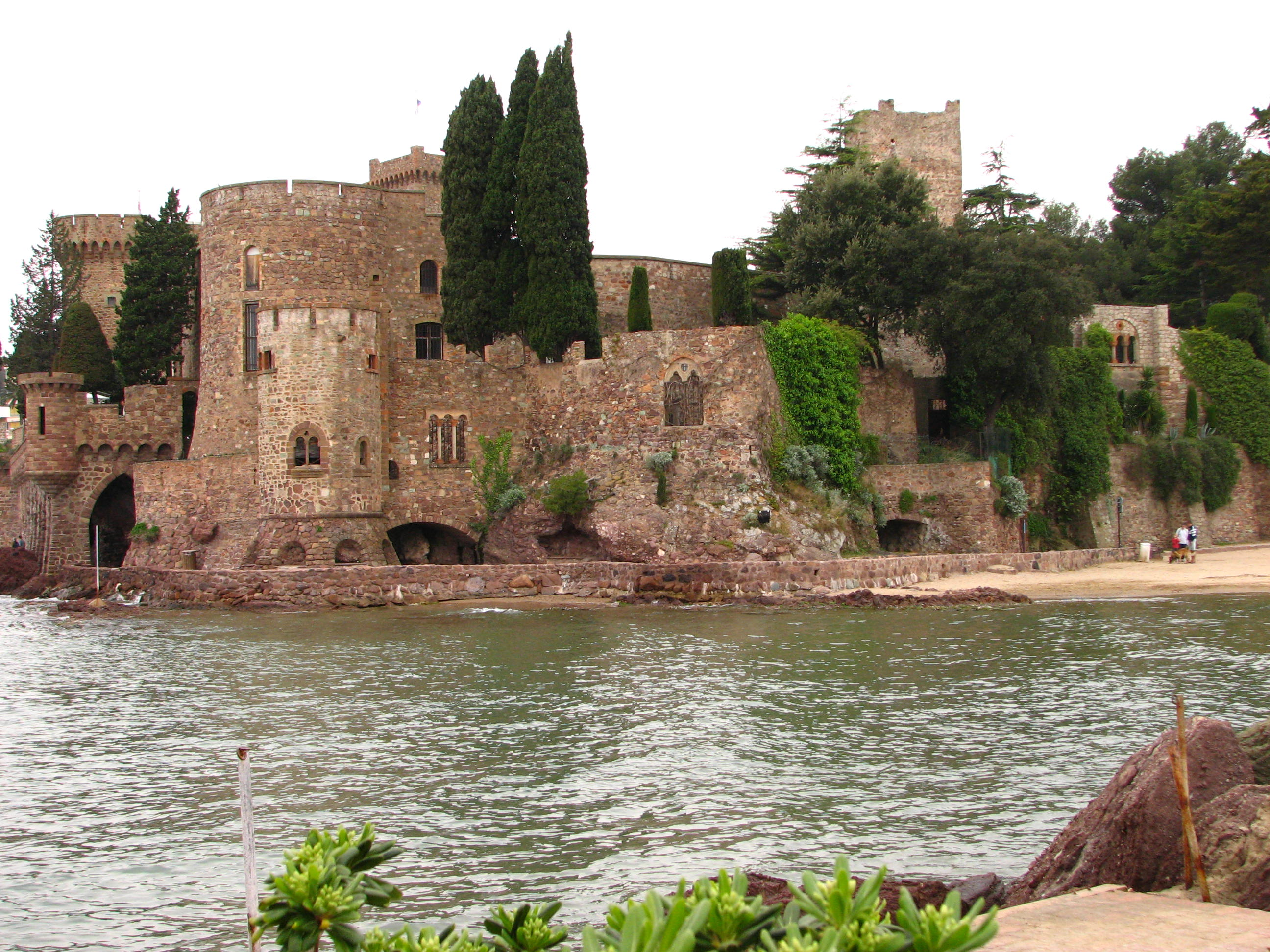
Vue du côté nord-est du château, avec le jardin clos et la petite terrasse et la tourelle conçue par Marie Clews. Derrière, les murs médiévaux du château repris par Henry et Marie Clews.
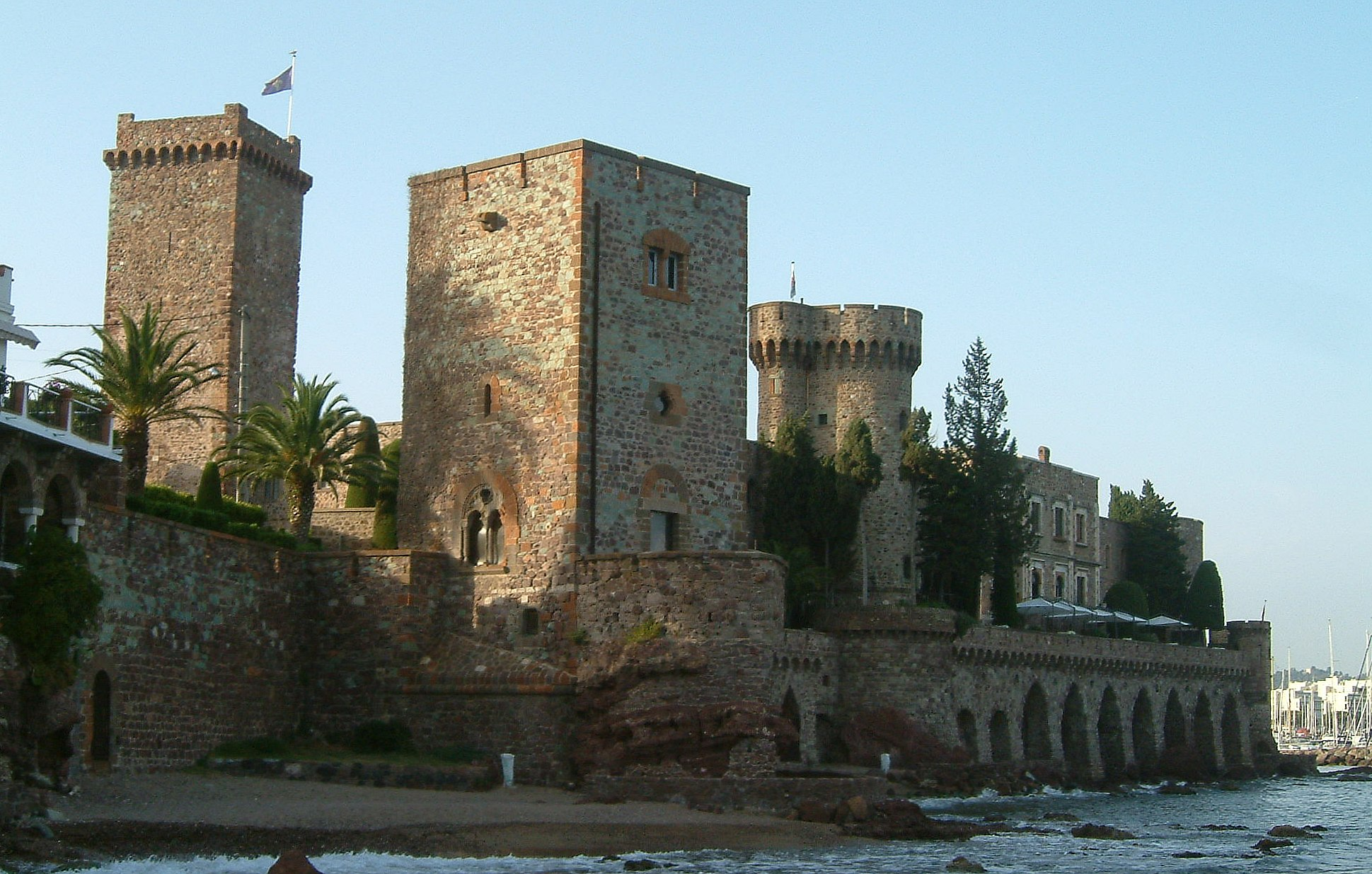
Vue prise du sud, côté mer. À gauche, la tour médiévale maîtresse, à côté, la tour La Mancha construite en 1927, puis le cryptoportique de la terrasse construite devant la grande salle, avec la tour, et la maison de maître construite en 1880.

### La restauration d'Henry et Marie Clews
En 1918, deux Américains, Henry Clews (1876-1937) et son épouse Elsie Whelen, dite Marie Clews (1880-1959), s'installent dans les restes de la demeure médiévale qu'ils ont acquise en novembre 1918 pour entreprendre de la reconstruire. Henry Clews était le fils d'un banquier new-yorkais, il avait hérité d'une grande fortune. Grâce à sa fortune, le couple put restaurer les bâtiments et en construire d'autres de toutes pièces, en apportant sa touche personnelle (Henry était sculpteur et sa femme architecte).
Henry et Marie Clews ont résidé dans leur château entre 1919 et 1930. Ils ont été à la fois les maîtres d'ouvrage et les concepteurs de leur château et du jardin. Ils ont conçu un ouvrage néo-médiéval sans aucune recherche archéologique. Henry Clews y a développé un bestiaire fantastique en faisant des rappels à des contes de fées comme le montre des devises gravées sur le château, comme Once upon a time ou Myth - Mystery - Mirth.
Marie Clews qui a conçu et dessiné les modifications du château et les jardins travaillait directement avec des maçons locaux, Jean et César Cassano et douze tailleurs de pierre.
Voulant rester maîtres de la conception du château, les Clews n'ont pas souhaité travailler avec un architecte renommé qui aurait pu modifier leurs projets. Ils se sont quand même appuyés sur des architectes locaux pour réaliser leurs projets et les aider à résoudre des problèmes techniques. On note les noms de Charles Brun, architecte à Cannes, en 1921, Léon Lhen, architecte à Nice, entre 1923 et 1928, Nicolas Roudnitsky, architecte et entrepreneur à La Napoule, en 1923.
Les travaux ont concerné :
- en 1919, l'aile sud-ouest des communs contiguë à la Grande Tour qui a été augmentée par un atelier de sculpture. Dans le même temps, les Clews ont ajouté une terrasse-balcon devant le château, côté mer, portée par une sorte de cryptoportique ;
- en 1924-1928, chantier de la salle à manger qui est conçue comme une salle de chevaliers, entre la maison construite en 1880 et l'aile sud-ouest. Elle est associée à une tour semi-cylindrique avec mâchicoulis, montée sur la base de la tour sud-ouest du château médiéval ;
- en 1925-1928, construction d'une galerie de cloître contre la salle à manger ;
- en 1927, construction d'une tour détachée côté sud-ouest, dite La Mancha, sur un terrain qu'ils ont acheté en 1924 ;
- en 1930, le chantier s'arrête. La maison de maître datant de 1880 n'a pas été détruite. Henry et Marie Clews ont réaménagé le décor intérieur et réalisé un toit-terrasse crénelé. La basse-cour a été transformée en jardin anglo-provençal avec une porterie d'entrée monumentale comprenant la maison du gardien. L'aile nord-ouest est restée en l'état de 1880.

Vues des jardins
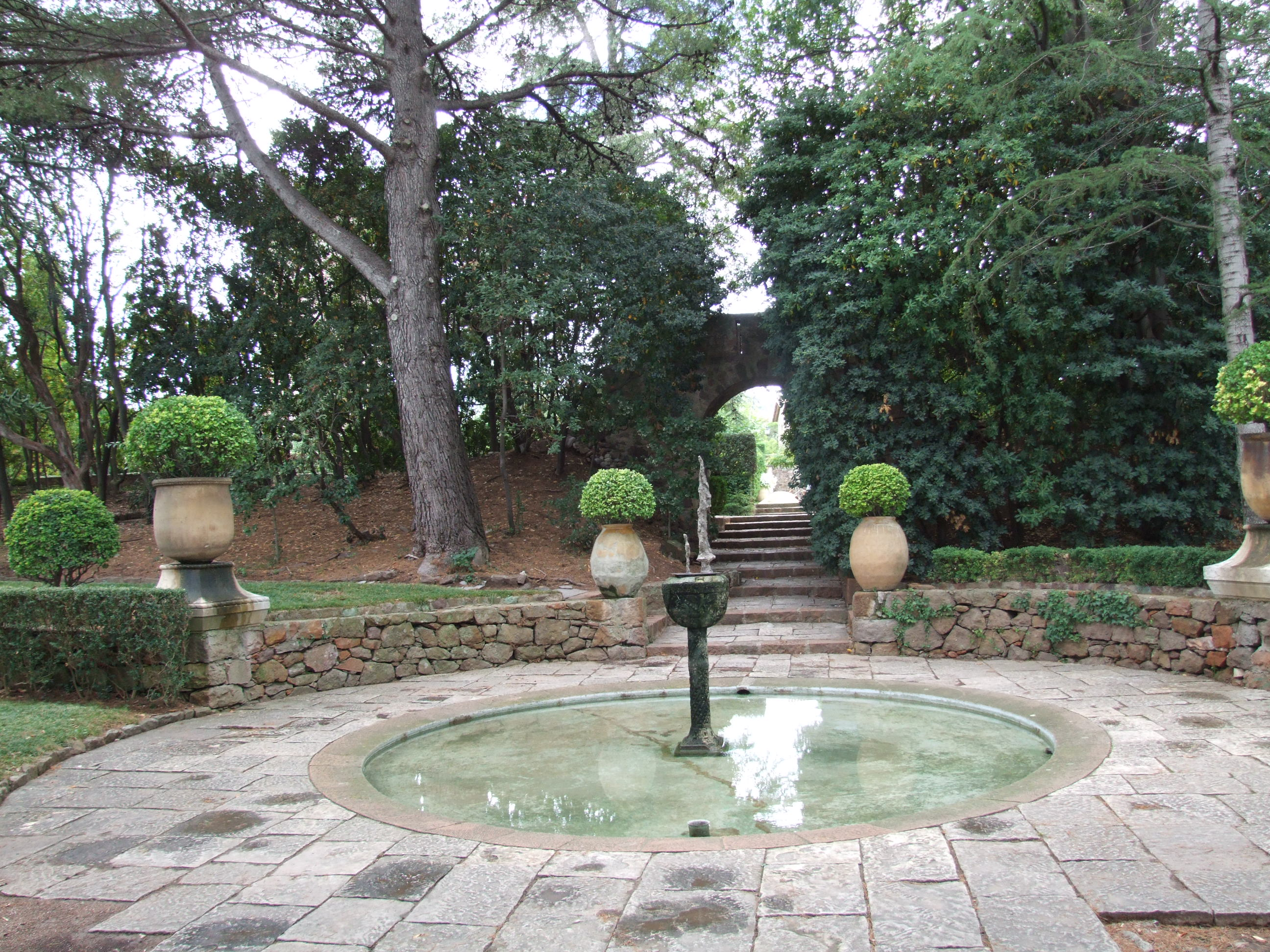
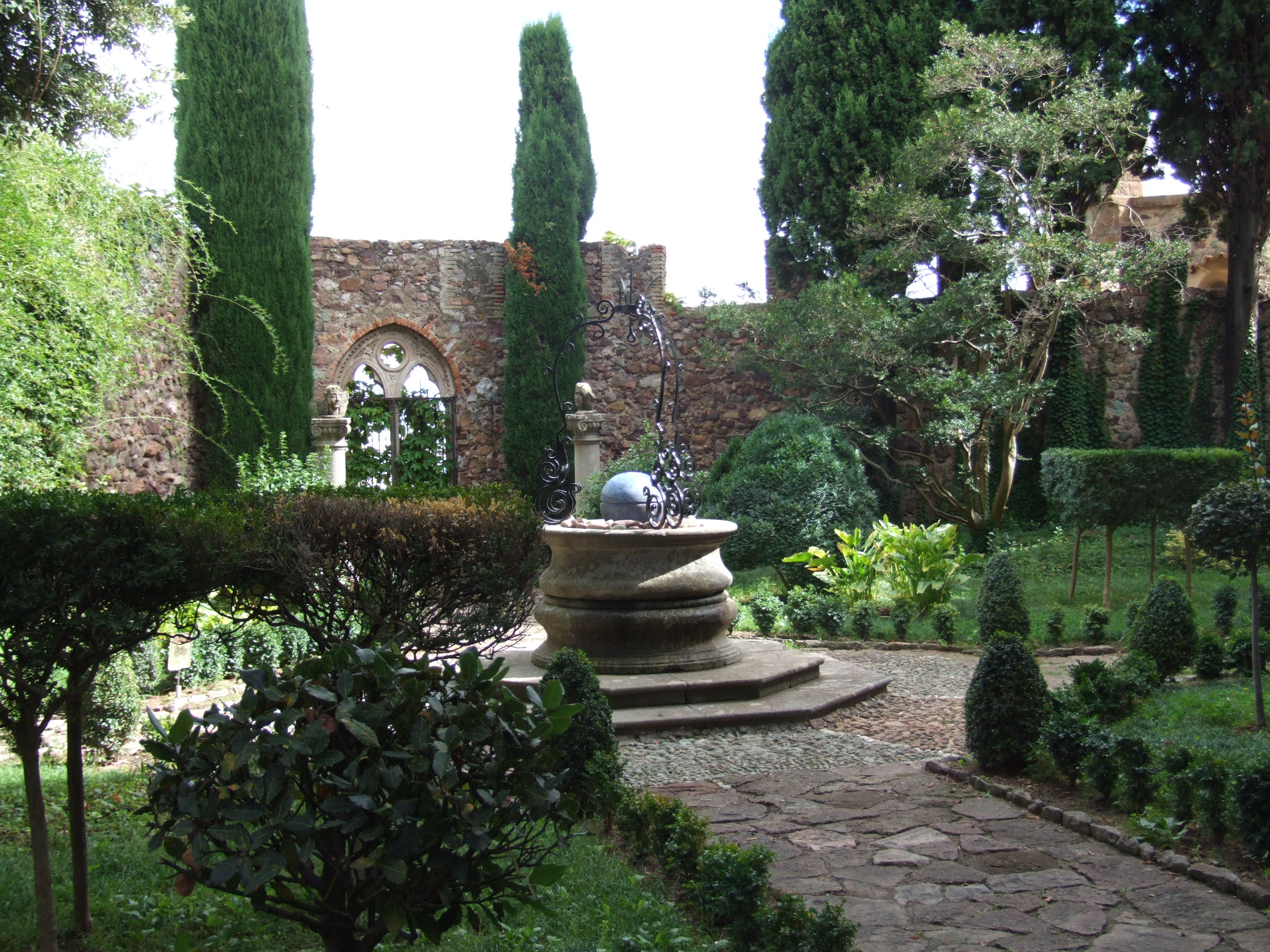
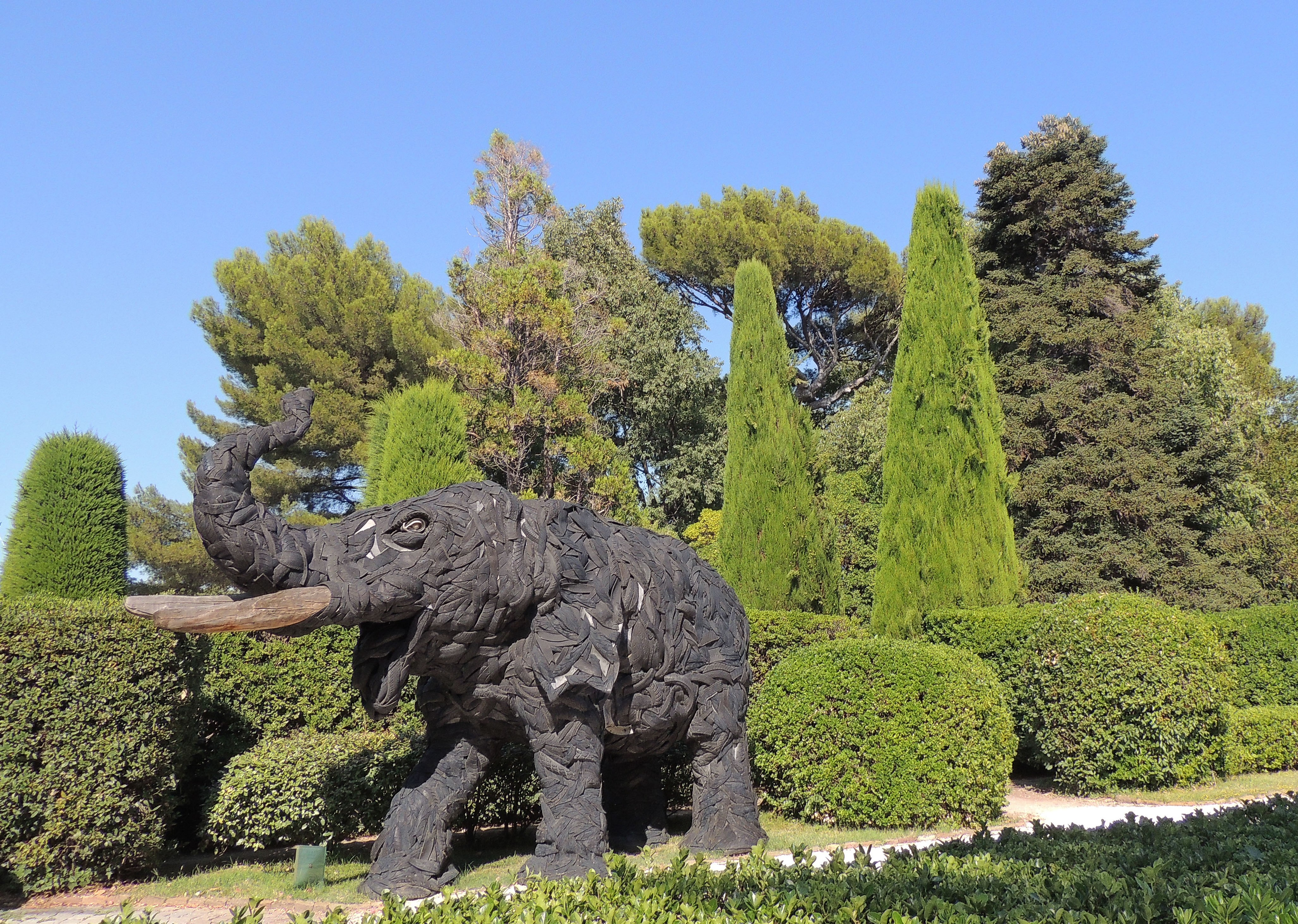
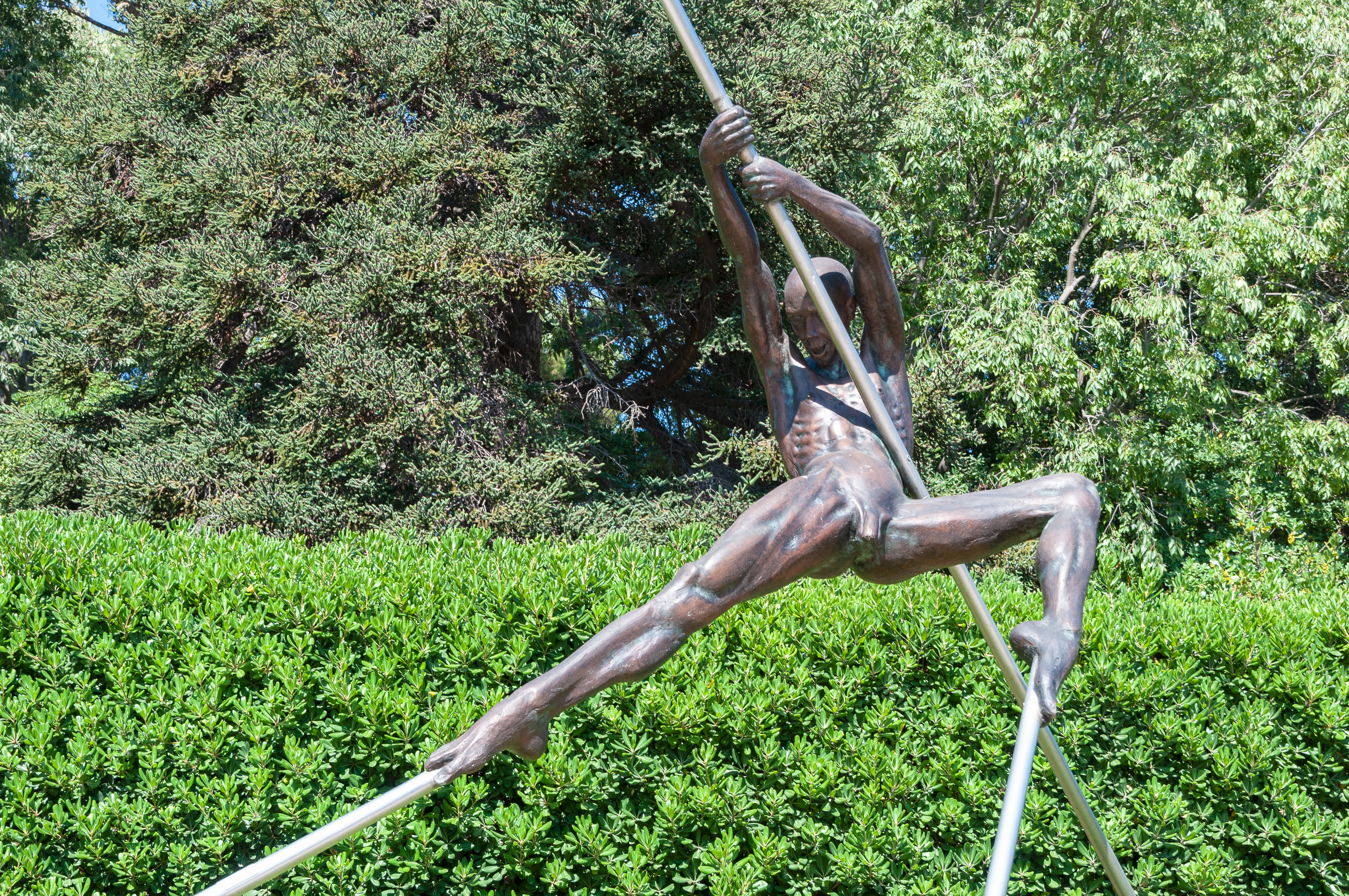

En 1943, le château est incorporé dans le réseau de batteries de marine du Südwall construit par l'armée allemande. Un blockhaus camouflé est construit au nord-est du jardin qui détruisit une partie du mur du jardin. Il a été rétabli en 1950 par Marie Clews.
Fondée en 1951 par Marie Clews, l’Association d’art de La Napoule Mémorial Henry Clews a fait du château un lieu d’échanges culturels international comprenant l’organisation de colloques, d’expositions, de concerts et de spectacles auxquels s’ajoute un programme de résidence d’artistes.

## Parc et jardins
Les jardins du château de la Napoule dessinés en 1919 sont constitués du jardin principal qui s'ouvre par une grande allée à la Française et de trois autres petits jardins : le jardin de La Mancha, les terrasses sur la mer et le jardin secret. L'allée régulière, le bassin, la fontaine et le puits et les constructions qui parsèment les jardins, conciergerie, chapelle, une fabrique la tour de jardin, pergola et pont de jardin sont spécifiquement inscrits au titre des monuments historiques.
Le jardin a obtenu le label Jardin remarquable du ministère de la Culture en 2005,.

## Protection
Le château et ses jardins sont inscrits au titre des monuments historiques par arrêté du 6 janvier 1947.
Le parc est labellisé « Jardin remarquable ».